# حدث ذات مرة في الغرب (فلم)
حدث ذات مرة في الغرب (بالإنجليزية: Once Upon a Time in the West وبالإيطالية: C'era una volta il West) هو فيلم ملحمي شهير من أفلام الغرب الأمريكي من نوعية الوسترن سباجيتي، أخرجه الإيطالي سرجيو ليوني عام 1968 ليكون رابع أفلامه في هذه النوعية. الفيلم من بطولة هنري فوندا بدور الشرير فرانك وتشارلز برونسون بدور عدوه هارمونيكا وجيسون روباردس بدور اللص شايان وكلاوديا كاردينالي بدور الأرملة جيل مكباين. كتب السيناريو كل من سرجيو ليوني وسرجيو دوناتي اعتماداً على قصة لسرجيو ليوني وبيرناردو بيرتلوتشي وداريو ارجنتو. أنجز التصوير السينمائي تونينو ديلي كولي الذي تعاون معه المخرج قبل ذلك في فيلم الطيب والشرس والقبيح. موسيقى الفيلم من تأليف اينيو موريكون الذي يمثل مع سرجيو ليوني ثنائي فني مميز حيث وضع للمخرج جميع موسيقى أفلامه السباجيتي الأولى.
حقق الفيلم نجاحاً منقطع النظير في أوروبا حيث استمر عرضه في بعض المدن لعدة سنوات. ولكن النقاد في الولايات المتحدة استقبلوه بسلبية عند عرضه هناك عام 1969 حيث حقق خسارة مالية. يعتبر الفيلم اليوم أحد التحف السينمائية وأحد أحسن أفلام الغرب الأمريكي التي تم إنتاجها على الإطلاق.

## مسار الفيلم
تقع احداث الفيلم في بلدة فلاغستون وهي بلدة خيالية تقع في الغرب الأمريكي القديم، وتدور القصة حول خلاف على قطعة من الأرض سوف تمر من خلالها شبكة السكة الحديدية وتتداخل معها أيضا قصة انتقام من قاتل محترف كان قد ارتكب قبل سنين طويلة جريمة قتل بدم بارد. سويت واتر هي قطعة أرض قريبة من بلدة فلاغستون ومالك هذه الأرض يدعى بريت مكباين (فرانك وولف) وقد قام بشراء الأرض توسماً بمرور شبكة السكة الحديدية عبرها لأن أرضه هي الوحيدة التي يوجد بها مصدر للمياه في تلك المنطقة والذي لاغنى للقطارات البخارية عنه.
عندما علم بارون السكك الحديدية مورتون (غابرييل فيرزيتي) بميزة تلك الأرض القيمة قام بارسال أحد المجرمين الذين يتعامل معهم لتأدية أعماله القذرة واسمه فرانك ليهدد مكباين ليترك له الأرض ولكن فرانك بدلا من ان يهدده فقط قام هو وعصابته بالقضاء على كامل عائلة مكبين حيث قتلوه هو واولاده الثلاثة أثناء تحضيرهم لاقامة وليمة على شرف زوجة أبيهم الجديدة، وبعدها قام فرانك وعصابته بتلفيق دليل على أن من ارتكب جريمة القتل هي عصابة قاطع الطريق شايان.
في بداية الفيلم كنا قد رأينا ثلاثة رجال مسلحين وهم ينتظرون وصول القطار في إحدى المحطات النائية، هؤلاء الرجال هم من عصابة فرانك وهو قد ارسلهم من اجل القضاء على رجل غامض يلاحقه منذ مدة ويطلب في كل مرة لقاؤه في مكان مختلف وتحت اسم مختلف. عندما وصل القطار ترجل منه رجل غامض يحمل على كتفه الأيمن حقيبة وفي يده اليسرى آلة هارمونيكا ينفخ فيها بين شفتيه بلحن متوجس حزين، كان الرجل يتوقع ان يجد فرانك ولكن فرانك لم يأت ووجد بدلا منه رجاله الثلاثة الذين أمرهم فرانك بالقضاء عليه، ولكنه يتمكن من ان يرديهم قتلى جميعاً.
بعد ذلك وفي إحدى المحطات على الطريق إلى سويت واتر يدخل مجموعة من الرجال إلى البار ومعهم رجل مكبل اليدين هو قاطع الطريق المشهور شايان. كان الرجل الغامض موجود داخل البار، وفي أثناء ذلك هجم مجموعة من عصابة شايان وحرروه من الاسر. قام هارمونيكا وهو الاسم الذي اطلقه شايان على الرجل الغامض في البار باخباره بانه قام في ذلك اليوم بقتل ثلاثة من الرجال يرتدون نفس معاطف عصابته.
كان الظن ان الأرض أصبحت خالية من غير مالك بعد أن مقتل مكبين وعائلته. ولكن الجميع تفاجأ في يوم المذبحة بوصول امرأة إلى سويت واتر اسمها جيل مكبين كان بريت مكبين قد تزوجها في نيو اورلينز، وعندما تصل السيدة مكبين إلى بيت زوجها تفاجئ بجموع الناس تحيط بجثة مكبين واولاده الثلاثة وهم مسجين على طاولات المأدبة التي كانت معدة على شرفها، وبهذه الطريقة المفجعة انتقلت ملكية سويت واتر إلى ألأرملة جيل مكبين.
في صباح اليوم التالي كانت جيل مكبين تستعد لمغادرة سويت واتر ولكن هارمونيكا يمنعها من المغادرة ويقتل أثناء ذلك رجلين من ارسلهما فرانك لقتل الأرملة الشابة ويشرح لها لماذا ابيدت العائلة.
وصلت مواد البناء إلى سويت واتر وكانت كافية لبناء محطة قطار وبلدة صغيرة وهناك يقوم هارمونيكا باقناع شايان بان المحطة يجب أن تكون مكتملة البناء عند وصول السكة الحديدية للارض والا سوف تخسر جيل مكبين الأرض، فيأمر شايان رجاله بالبدء في البناء.
يقوم مورتون باخبار فرانك بانه يحاول التوصل إلى حل وسط مع جيل مكبين بشأن الأرض ولكن ذلك لايروق لفرانك، الذي ينقلب عليه ويترك رجاله معه في القطار الذي يتنقل به، ومما يسهل موضوع الخيانة ان مورتون رجل مشلول في نصفه الاسفل، وهو يستخدم قطاره كمأوى له يتنقل به اينما شاء للاشراف على امبراطوريته الواسعة من السكك الحديدية الذي يحلم الآن بمدها حتى تصل إلى المحيط الهادي غرباً.
في أثناء ذلك، يقوم فرانك بإجبار جيل مكبين على ممارسة الجنس معه حيث يجبرها بعد ذلك على بيع الأرض في مزاد علني. يحاول فرانك أثناء المزاد الحصول على الأرض بسعر زهيد عن طريق تهديد المزايدين الآخرين باستخدام رجاله المسلحين، لكن هارمونيكا يتدخل في المزاد ويزايد على الأرض بمبلغ مرتفع جداً معتمداً على الجائزة الباهظة التي سيحصل عليها من السلطات لقاء تسليمه لقاطع الطريق شايان الذي جلبه معه تحت تهديد السلاح. بعد فشله في الحصول على الأرض في المزاد يتقدم فرانك لهارمونيكا عارضاً عليه دولاراً واحداً فوق مادفعه ثمناً للارض لكن هارمونيكا يرفض عرضه. بعد خروج فرانك من قاعة المزاد يتعرض فرانك لمحاولة قتل على يد رجاله الذين نجح مورتون باغرائهم بالمال، لكن هارمونيكا يساعده في التخلص منهم مما اغضب جيل مكبين، ولكنه فعل ذلك للاحتفاظ بفرصة قتل فرانك على يديه.

هنري فوندا في دور فرانك

رجع فرانك إلى القطار لرؤية مورتون ولكنه وجد الجميع قتلى بعد أن خاضوا معركة مع عصابة شايان. وجد فرانك مورتون وهو يزحف نحو بركة ماء بجانب القطار والتي توفي عند وصوله إليها متأثراً بجراحه وذلك تجسيدا لحلمه بالوصول إلى شواطئ المحيط. بعدها قام فرانك بالتوجه إلى سويت واتر لمواجهة هارمونيكا. عندما يصل فرانك إلى سويت واتر كان العمل في السكة الحديدية قد وصل إلى المحطة الجديدة وكان العمال في كل مكان يشيدون ويمهدون الطريق للقطار، كان هارمونيكا يجلس منتظراً فرانك على السياج الخشبي خارج منزل جيل مكباين وهو يبري بين يديه قطعة من الخشب. كانت جيل في الداخل وقد دخل عليها شايان وطلب منها ان تصنع القهوة. عندما وصل فرانك إلى سويت واتر توقف هارمونيكا عن بري قطعة الخشب. في عدد من المرات السابقة كان فرانك يسأل هارمونيكا عن شخصيته الحقيقية ولكنه لم يفصح له بحقيقة شخصيته بل كان يردد في غموض أسماء اشخاص موتى كلهم قضوا نحبهم على يدي فرانك. ولكن في هذه المرة يقوم هارمونيكا باخبار فرانك بانه سوف يفصح له عن هويته ولكن فقط في اللحظة الأخيرة قبل الموت.

تشارلز برونسون في دور هارمونيكا

يذهب الاثنان إلى الساحة خلف المنزل لتبدأ المبارزة الفاصلة بينهما وهنا تبدأ الاسباب الحقيقية لرغبة هارمونيكا في الانتقام من فرانك في الاتضاح وذلك عبر سلسلة من الفلاش باك التي يتذكر فيها هارمونيكا كيف انه عندما كان صبياً قام فرانك وعصابته بشنق أخوه الأكبر عبر تعليقه في جرس القرية وجعله يقف على كتفي أخيه الاصغر (هارمونيكا) الذي كان يقف أسفل أخيه وهو مكتوف اليدين وفي قمة الاعياء من ثقل أخيه عليه. عندها يقوم فرانك بإخراج آلة الهارمونيكا الخاصة به من جيبه ووضعها في فم الأخ الاصغر الذي يلهث تحت وزن أخيه، ولكي يخلص الأخ الأكبر أخيه من حمل ذنب مقتله يقوم برفسه بعيداً ليتسبب ذلك في شنقه فوراً بينما يهوي الأخ الاصغر بوجهه في التراب. ومع وصوله إلى ذروة تلك الذكرى الاليمة يسحب الاثنان مسدساتهما ويتبادلا اطلاق النار، فيصاب فرانك في مقتل ويسقط على الأرض. عندها يتقدم هارمونيكا نحو فرانك الملقى على الأرض وينزع آلة الهارمونيكا من رقبته ويضعها في فم فرانك أثناء احتضاره فيتذكر فرانك عندئذ تلك الواقعة ويدرك حقيقة شخصية هارمونيكا، وعندها يموت.
كانت جيل مكباين قلقة جداً من نتائج المبارزة التي تجري خلف منزلها وعندما سمعت هي وشايان صوت اطلاق النار خلف المنزل ازداد توترهما، فقال لها شايان انه ان قدر لهارمونيكا ان يخرج حياً من هذا النزال فانه سوف يدخل عليهما مودعا ليرحل بعيداً عن هذا المكان، وقال لها أيضا ان الرجال الذين يعملون في الخارج سيسرهم كثيراً ان قامت هي بتقديم الماء لهم. بعد لحظات قليلة يُفتح الباب وترتسم معالم التوجس والخيفة على وجه جيل مكباين ولكنها سرعان ما تتلاشى لتحل محلها معالم الارتياح، فقد كان الداخل عليهما هو هارمونيكا، وبالفعل يقوم هارمونيكا بتوديعها وإخبارها بكلمات قصيرة بعزمه على الرحيل، فتصيبها كلماته بالحزن. يخرج هارمونيكا ومن وراءه شايان ممتطيان جواديهما ومغادرين لسويت واتر التي دبت فيها الحياة الآن وأصبحت تعج بجموع كثيرة من الرجال الذين يعملون في بناء سكة الحديد والمحطة والبلدة، بعد مسافة قصيرة وهما على مشارف البلدة يتوقف شايان وينزل عن صهوة حصانه محتضراً وندرك أنه كان مصاب بإصابة قاتلة كان قد اخفاها عن جيل مكباين. كان شايان قد اصيب بطلق ناري أثناء هجومه هو وعصابته على مورتون ورجال فرانك في القطار، يموت شايان أثناء جلوسه على الأرض فيحمله هارمونيكا على جواده ويجره خلفه مبتعداً عن سويت واتر بينما تخرج جيل مكباين من منزلها تحت شمس الظهيرة حاملة دلواً من الماء لتسقي به جموع العمال الذين تجمعوا من حولها.

كلاوديا كاردينالي في دور جيل مكباين

جيسون روباردس في دور شايان

## طاقم التمثيل
- هنري فوندا في دور فرانك
- تشارلز برونسون في دور هارمونيكا
- كلاوديا كاردينالي في دور جل مكبين
- جيسون روباردس في دور شايان
- غابرييل فيرزيتي في دور مورتن
- باولو ستوبا في دور سام
- وودي سترود في دور ستوني
- جاك إيلام في دور سناكي
- ال مولوك في دو نوكلز
- كينان وين في دور الشريف
- فرانك وولف في دور بريت مكباين
- ليونيل ستاندر في دور البارمان

## وصلات خارجية
- مقالات تستعمل روابط فنية بلا صلة مع ويكي بيانات
- حدث ذات مرة في الغرب at the Spaghetti Western Database
- رابط للشريط الدعائي للفيلم على اليوتيوب.